# West Burton (West Sussex)
West Burton – wieś w Anglii, w hrabstwie West Sussex, w dystrykcie Chichester. Leży 17 km na północny wschód od miasta Chichester i 73 km na południowy zachód od Londynu.